# Monte Cazazza
Monte Cazazza, né le 13 novembre 1954 à San Francisco et mort le 30 juin 2023, est un artiste et compositeur américain avant tout connu pour avoir largement contribué à donner forme à la musique industrielle par ses enregistrements réalisés avec le label londonien Industrial Records dans la deuxième moitié des années 1970.

## Carrière
Au début de sa carrière, principalement basée à San Francisco, on attribue à Monte Cazazza d'avoir forgé l'expression « Industrial Music for Industrial People », qui fut plus tard utilisée comme un slogan par la maison de disques et les artistes qui la représentaient. Plus tard, les collages bruitistes et les expérimentations sonores issus d'Industrial Records seront connus sous le nom de musique industrielle. Monte Cazazza s'était bâti une solide réputation underground d'artiste volatil, à l'esthétique antisociale et potentiellement dangereuse. L'Industrial Culture Handbook (le « Manuel de la Culture Industrielle ») du magazine Re/Search décrivait son œuvre comme « insanity-outbreaks thinly disguised as art events » (littéralement: « une irruption d'insanité finement déguisée en manifestation artistique »). L'exposition "Futurist Sintesi" vers la fin de 1975 était annoncée sur un tract promotionnel comme « Sex - religious show; giant statue of Jesus got chainsawed and gang raped into oblivion » (littéralement: « Spectacle sexuel - religieux ; une statue géante de Jésus se fait tronçonner et violer collectivement jusqu'à disparaître »).
Monte Cazazza ne limita pas ses « performances »  à l'habituelle dynamique scène/public/réaction du public. Une grande partie de son œuvre visait à la provocation maximale.  Au cours d'un incident bien connu, alors qu'il était étudiant au College of Arts and Crafts d'Oakland (Californie), Monte Cazazza créa un mur de ciment qui rendit définitivement inutilisable l'escalier principal de l'édifice. Une autre fois, il fabriqua une Svastika métallique géante tenue par des vis; il était connu pour rendre visite à ses amis  avec un chat mort et du formol qu'il utilisait pour enflammer le chat.
Nombre de ses premières œuvres sont considérées comme obscènes et virtuellement introuvables. Il travailla souvent avec des collages papiers et sonores pour ses films, performances et représentations. Il fut très impliqué dans le mouvement d'Art postal (Mail art) de la fin des années 1970 et du début des années 1980. Ses enregistrements avec Throbbing Gristle début 1977 sont très recherchés comme collector et sont encore estimés parmi les œuvres les plus significatives de cette période. Une partie de ces premières créations ont été rassemblées et publiées par The Grey Area of Mute en 1992 sous le tite de The Worst of Monte Cazazza.
Monte Cazazza a travaillé à de nombreuses reprises avec Factrix, un groupe industriel et expérimental précurseur basé à San Francisco, et enregistra des bandes originales de film pour le Survival Research Laboratories et Mark Pauline. Au cours d'activités plus récentes, il participa à la création de l'entreprise de cinéma et de distribution indépendante MMFilms avec Michelle Handelman, ainsi que plusieurs enregistrements de bandes originales.
Monte Cazzazza diffusa de photos de lui-même sur une chaise électrique le jour de l'exécution du criminel Gary Gilmore. L'une de celles-ci fut par erreur imprimée dans un quotidien de Hong Kong comme une photo de la véritable exécution. Il fut également photographié aux côtés de Genesis P-Orridge et Cosey Fanni Tutti, tous deux membres de COUM Transmissions/Throbbing Gristle, pour la carte postale de la "Gary Gilmore Memorial Society", sur laquelle les trois artistes posaient les yeux bandés et attachés à des chaises avec des armes pointées vers eux.

## Discographie

### Solo
- To Mom On Mother's Day (7") (Industrial Records) (1979)
- At Leeds Fan Club/Scala, London/Oundle School (Cass) (Industrial Records) (1980)
- Something For Nobody (7") (Industrial Records) (1980)
- California Babylon (LP) (Subterranean Records) (1982)
- Stairway To Hell/Sex Is No Emergency (7") (Sordide Sentimental) (1982)
- The Worst of Monte Cazazza (CD) (The Grey Area) (1992)
- Kill Yur Self (12") (Telepathic Recordings) (1996)
- ower Versus Wisdom, Live (CD) (Side Effects) (1996)

### Avec Chaos Of The Night
- Live At KFJC (CD) (Endorphine Factory)

### Avec The Atom Smashers
- First Strike (LP) (Pathfinder Records) (1986)

### Avec The Love Force
- "Climax", "Six Eyes From Hell", and "Liars (Feed Those Christians To The Lions)" sur l'album The Worst Of Monte Cazazza (CD) (The Grey Area) (1992)